# テレビ朝日新人シナリオ大賞
テレビ朝日新人シナリオ大賞（テレビあさひしんじんシナリオたいしょう）は、有能な新人シナリオ作家を発掘・育成し、自社の制作現場の活性化や充実したコンテンツの提供を目指すために設立されたテレビ朝日が主催の公募である。テレビ局主催のシナリオコンクールでは、フジテレビヤングシナリオ大賞に次いで歴史が長い。

## 概要
創設は2000年7月。年1回の募集で、その年の11月に締め切り、翌年の6月に大賞決定という流れになっていた。原則として大賞作品1編に賞金500万円、優秀賞2編に賞金各100万円が贈呈される。
第15回までは『テレビ朝日21世紀新人シナリオ大賞』のタイトルでテレビドラマ脚本のみが募集されていたが、第16回からはタイトルが『テレビ朝日新人シナリオ大賞』に改められた。応募方法も一新され、テレビドラマ、配信ドラマ、映画部門の3部門にわかれて募集される。賞金は大賞500万円、優秀賞100万円、奨励賞50万円。
現在は春締切が多く、「テーマ」が設定されることが多い（テーマの解釈は自由）。
審査にはテレビ朝日のプロデューサー、ディレクター、プロの脚本家があたる。最終選考は井上由美子、岡田惠和、両沢和幸の3氏が選考する。
大賞作品は1時間ドラマとして映像化されることが多いが、年によっては映像化されないこともある。ただし、放送時間帯は金曜の夜11時台である場合が多く、系列局では放送されない場合もある。

## 受賞者・受賞作品一覧
| 年   | 回 | 応募数 | 大賞                                                                            | 優秀賞                                                                                         |
| ---- | -- | ------ | ------------------------------------------------------------------------------- | ---------------------------------------------------------------------------------------------- |
| 2001 | 1  |        | さわだみきお「みそじ魂」                                                        |                                                                                                |
| 2002 | 2  |        | 古沢良太「アシ!」                                                               |                                                                                                |
| 2003 | 3  | 1,828  | 清水昭「3時のおやつ」                                                           |                                                                                                |
| 2004 | 4  | 1,577  | 杉沢有子「さよならの花びら」                                                    | 本河純子「さよなら、ジョー」                                                                   |
| 2005 | 5  | 1,328  | 貴志真紀「彼女の恋文」                                                          | 西山宏美「雲路の果て」 西村康昭「クリスマスの家路」                                            |
| 2006 | 6  | 1,592  | 朝倉寛「彼女との正しい遊び方」                                                  | 中川拓「北海道にも春は来るのだ!」 坂口理子「よいお年を」                                       |
| 2007 | 7  | 1,552  | 春名功武「フキデモノと妹」                                                      | 中山智博「週末のパレード」 西村みずき「ステアリング・ポジション」 望月俊宏「雲からも風からも」 |
| 2008 | 8  | 1,565  | 福田健一「ゴーストタウンの花」                                                  | 宮田幸恵「君と結びし終の契りは」 小峯裕之「シャカイの時間」                                    |
| 2009 | 9  | 1,570  | 小山ひとみ「臨月の娘」                                                          | 浅川由香里「たこあし」 福島禎雄「Exchange relations」                                          |
| 2010 | 10 | 1,564  | なし                                                                            | 森戸恭子「今夜は泣いても」 井上直哉「神童と呼ばれた少年」 浅香憂子「虹の祈り」                 |
| 2011 | 11 | 1,495  | 若狭大基「花の冠」                                                              | 内田静「リンドウの花」 本田隆朗「異心伝心」                                                    |
| 2012 | 12 | 1,436  | 戸田幸宏「最後の仕事」                                                          | 金子洋介「僕のことを笑う人が好き」 村本篤信「バック「グラウンド」ミュージック」                |
| 2013 | 13 | 1,495  | 吉田光洋「化石の微笑み」                                                        | 大西雄仁「このバス、あの世行き」 永田健「17歳には難しい」                                      |
| 2014 | 14 | 1,558  | 東山泰子「夏目家どろぼう綺談」                                                  | 小泉理恵子 「宣誓」                                                                            |
| 2015 | 15 | 1,394  | 藤原忍「少女のみる夢」                                                          | 石川俊介「ぼくらがたたかうためのうた」 馬場悠希「デッドマン・ストーキング」                    |
| 2016 | 16 | 1,845  | 寺下佳孝「ずるいよ、みんなっ!」（配信ドラマ部門）                               | 福島伸幸「Last Message」（配信ドラマ部門） 荒木伸二「二十年、待って」（映画部門）              |
| 2017 | 17 | 1,544  | 池田有佳里「ヒマワリの向いていない方」（テレビドラマ部門）                      | 湊寛「さかのぼり郵便局」（テレビドラマ部門） 小林千晶「みんな大切な私」（テレビドラマ部門）    |
| 2018 | 18 | 1,414  | なし                                                                            | 松本稔「はとポップ!」（テレビドラマ部門） 川瀬太朗「ハッチ&ハイク」（映画部門）                |
| 2019 | 19 | 1,236  | 宮原久実「狂いゆく美」                                                          | 栄弥生「腸弱男の恋」 山崎陽平「両手で、そっと」                                                |
| 2020 | 20 | 1,078  | 池上ゴウ「池田」（テレビドラマ部門）                                            | 谷口佳奈子「深林トンネル」（テレビドラマ部門） 長島清美「カラハフッ！」（配信ドラマ部門）      |
| 2021 | 21 | 1,453  | 六藤あまね「バイシクルレース 〜負けられないこの夏の戦い〜」（テレビドラマ部門） | 近藤真由美「寄生虫女、ニワトリ男」（配信ドラマ部門） 坪井努「二人の光」（テレビドラマ部門）    |
| 2022 | 22 | 1,064  | 若杉栞南「拝啓、奇妙なお隣さま」                                                | 平岡達哉「さすらいのパンツマン」 宮本真生「代表取締役息子」                                    |
| 2023 | 23 | 1,023  | 松下沙彩「スプリング!」                                                         | 伊藤彰汰「雨のサンカヨウ」 寺岡恭兵「スマートフォンより愛をこめて」                            |